# Kjøkkelvik

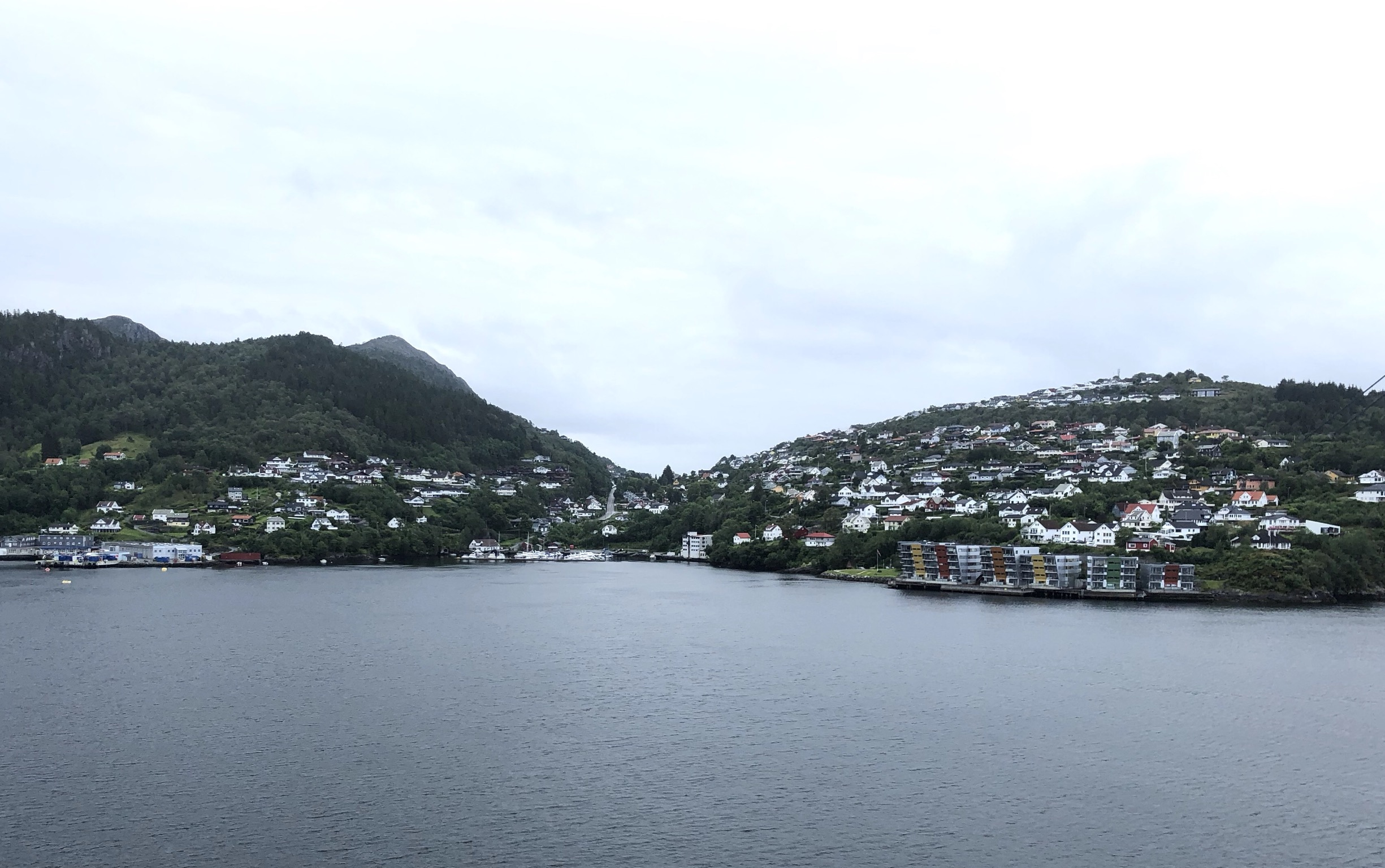
Blick auf Kjøkkelvik von Norden, 2019

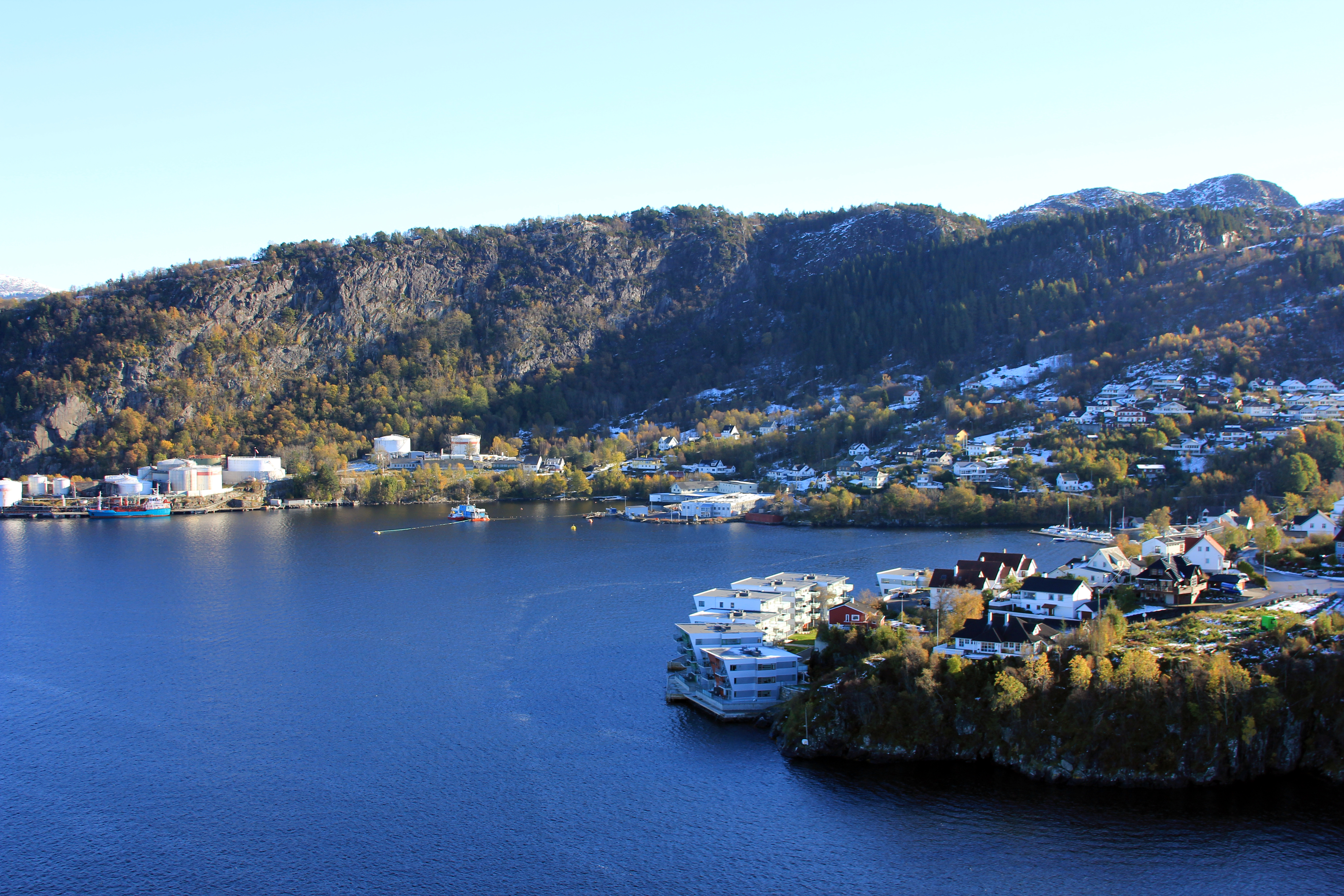
Blick von Nordwesten, 2010

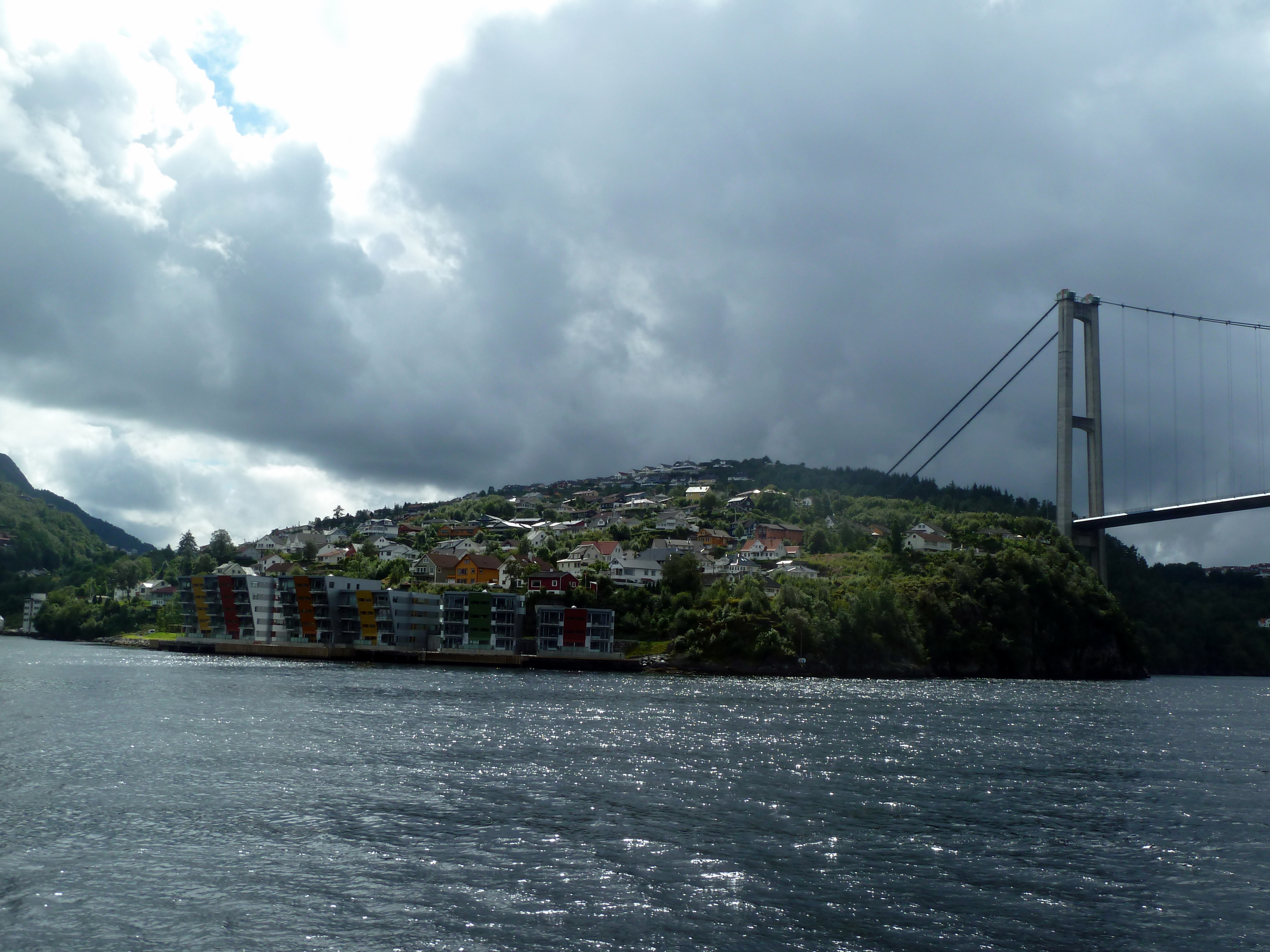
2010

Kjøkkelvik ist ein Ortsteil im Stadtteil Laksevåg der norwegischen Stadt Bergen in der Provinz Vestland. 

## Geografie
Es befindet sich an der Bucht Kjøkkelvika an der Südküste des Byfjords, etwa fünf Kilometer westlich der Innenstadt von Bergen. Nordwestlich der Ortslage überspannt die Askøy-Brücke den Byfjord zur nördlich gegenüber liegenden Insel Askøy. Über die Brücke wird der Riksvei 562 geführt.
Der Ortsteil Kjøkkelvik umfasst die statistischen Bezirke Kjøkkelvik und Lyderhorn und hat 2611 Einwohner (Stand 2012).
Kjøkkelvik dient vor allem als Wohngebiet, wobei Einfamilienhäuser dominieren. An der Bucht Kjøkkelvika besteht ein kleiner Hafen. Im Hafen wurden archäologische Streufunde aus dem 17. und 19. Jahrhundert gemacht. Der Ortsteil ist Schulstandort. An der 1921 gegründeten Kjøkkelvik skole werden 549 Kinder (Stand 2019) in zehn Klassenstufen unterrichtet. Außerdem befindet sich hier die Tauchschule der Hochschule Bergen.

## Geschichte
In der nordischen Sage wird der Ort bereits als Gygisvik erwähnt. Aus dem Jahr 1519 stammt eine urkundliche Erwähnung als Kykelvik, 1723 wird die Schreibweise Kiøkkelvig genutzt. 
Während des Mittelalters gehörte der Hof zur Bergener Allerheiligenkirche. 1536 fiel der Hof an die Krone, gehörte dann im 17. Jahrhundert jedoch der Stadt Bergen. Er galt als einer der größten Höfe in Laksevåg. Während des Zweiten Weltkriegs bestanden von deutscher Seite Pläne, in den Bergen bei Kjøkkelvik einen U-Boot-Bunker zu errichten. Die Planungen begannen nach der Landung der Alliierten in der Normandie, um die gefährdeten deutschen U-Boot-Stützpunkte an der französischen Atlantikküste zu ersetzen. Im November 1944 waren die Planungen zum Teil abgeschlossen. Die Bauarbeiten begannen im Frühjahr 1945, die Fertigstellung war für den Herbst 1946 vorgesehen. Durch das Kriegsende im Mai 1945 wurde das Projekt jedoch nicht weiter umgesetzt. Erhalten ist nordwestlich des Sportplatzes ein begonnener unter Denkmalschutz stehender Tunnel.
Der ehemalige Haupthof des Bauernhofs, der Fæstergården, wird seit 1948 vom 1934 gegründeten örtlichen Sportverein Kjøkkelvik idrettslag genutzt.
Im Jahr 2007 ereignete sich der bis heute nicht aufgeklärte Dung Tran Larsen-Fall, bei dem eine junge in Kjøkkelvik lebende Frau verschwand.

## Persönlichkeiten
Die Handballspielerin Isabel Blanco (* 1979) wuchs in Kjøkkelvik auf und spielte hier in der Jugend.